# 沐瓚

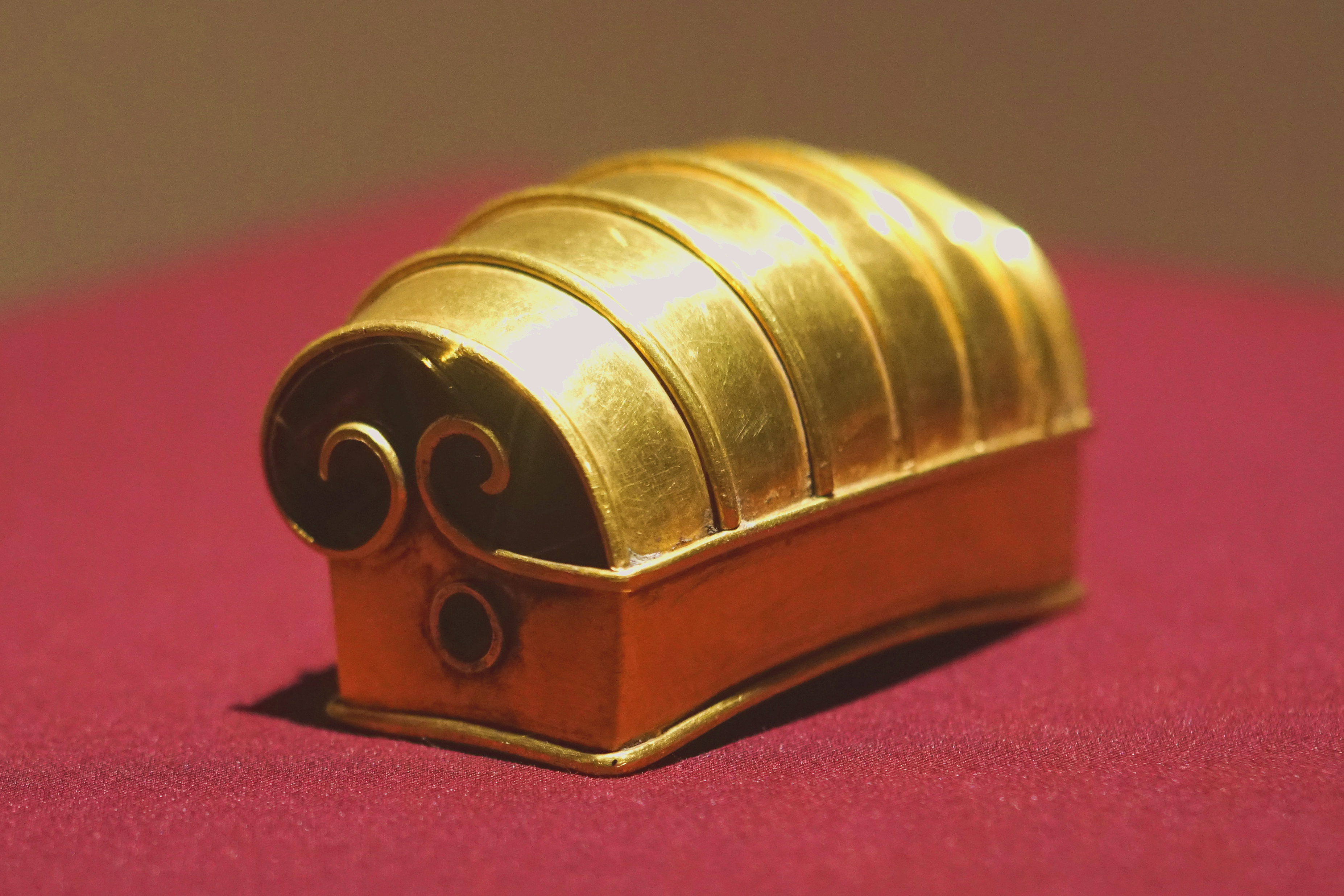
金冠，沐瓚墓出土

沐瓚（1439年—1481年），沐英曾孙，祖籍河南定遠（今安徽），明朝军事人物。
沐瓚是沐昂之孙、沐僖之子，沐璘之弟。明代宗景泰三年（1452年），沐瓚承袭沐僖锦衣卫副千户的官位；镇守云南。明英宗天顺二年（1459年），沐瓚被擢升为右军都督同知，佩镇南将军印；先后讨平沾禄诸寨和土官之兴兵之人，迫降思卜发，追还诸蛮侵夺的土地。立功虽多，但是也很贪黩。明宪宗成化四年（1468年），沐琮开始镇守云南，沐瓚改任副总兵镇守云南金齿、腾冲；成化十七年（1481年）四月廿九日，享年四十三岁，子沐诚、沐谦、沐详、沐谏。